# Walter Lieck
Walter Lieck (13 de junio de 1906 - 21 de noviembre de 1944) fue un artista de cabaret, actor y guionista de nacionalidad alemana.

## Biografía
Nacido en Berlín, Alemania, Walter Lieck era hijo del pintor Josef Lieck y su esposa, Margarethe Stuertz (nacida el 13 de enero de 1873 en Dömitz an der Elbe y fallecida en 1936). Tenía tres hermanos: 
- Ernst Lieck (7 de enero de 1898 en Berlín, muerto el 19 de junio de 1923 también en Berlín), artista industrial
- Kurt Lieck  (16 de febrero de 1899 en Berlín, fallecido el 19 de diciembre de 1976 en Remagen), escritor, actor, director teatral[1]
- Grita Lieck (3 de marzo de 1910 en Berlín, muerta el 28 de septiembre de 1981 en Ratzeburg), empleada

Obtuvo su primer compromiso como actor en 1928 en el Theater am Schiffbauerdamm, aunque alcanzó fama por su trabajo en el cabaret Tingeltangel. Fue también intérprete en el Rose Theater.
A pesar de la toma del poder por parte de los Nazis en 1933, en el otoño de 1934, junto a Günther Lüders, Walter Gross y Werner Finck intentó revivir el Tingeltangel, un espectáculo de variedades. Tras seis meses de actuación, fue detenido, pasando dos meses en el campo de concentración de Esterwegen.
A Lieck se le prohibió repetidamente actuar, entre otros motivos por estar casado con una medio judía y no divorciarse de ella. Sin embargo, pudo trabajar antes y durante la Segunda Guerra Mundial en numerosas producciones cinematográficas, entre ellas la conocida Münchhausen. También escribió el libreto de la ópera de 1936 Schwarzer Peter, con música de Norbert Schultze, y la obra teatral Annelie, que en 1941 se adaptó al cine protagonizada por Luise Ullrich. Además de todo ello, Lieck también escribió diferentes guiones.Er verfasste auch mehrere Drehbücher. 
Walter Lieck falleció en 1944 en Berlín a causa de una sepsis, probablemente relacionada con su internamiento en el campo de concentración. Fue enterrado en el Cementerio Südwestkirchhof Stahnsdorf de esa ciudad.

## Filmografía (selección)
- 1934 : La Paloma. Ein Lied der Kameradschaft
- 1934 : Die beiden Seehunde
- 1936 : Schwarzer Peter. Eine Oper für kleine und große Leute
- 1937 : Krach und Glück um Künnemann
- 1937 : Gleisdreieck
- 1938 : Pour le Mérite
- 1938 : Die kleine und die große Liebe
- 1938 : Die Umwege des schönen Karl
- 1939 : Schneider Wibbel
- 1939 : Mann für Mann
- 1939 : Robert und Bertram
- 1939 : Bel Ami
- 1939 : Kitty und die Weltkonferenz
- 1939 : Renate im Quartett
- 1939 : Der Stammbaum des Dr. Pistorius
- 1939 : Drei Väter um Anna
- 1939 : Meine Tante – deine Tante
- 1939 : Ihr erstes Erlebnis
- 1939 : Kongo-Express
- 1939 : Salonwagen E 417
- 1940 : Liebesschule
- 1940 : Kriminalkommissar Eyck
- 1940 : Zwielicht
- 1940 : Die gute Sieben
- 1940 : Bal paré
- 1940 : Zwischen Hamburg und Haiti
- 1940 : Herz – modern möbliert
- 1940 : Die drei Codonas
- 1940 : Die Rothschilds
- 1940 : Der Kleinstadtpoet
- 1941 : Annelie
- 1941 : … reitet für Deutschland
- 1941 : Der Gasmann
- 1941 : Mein Leben für Irland
- 1941 : Quax, der Bruchpilot
- 1941 : Jenny und der Herr im Frack
- 1941 : Das himmelblaue Abendkleid
- 1941 : Sag mal Mutti?
- 1942 : GPU
- 1942 : Die große Liebe
- 1942 : Die Nacht in Venedig
- 1942 : Schicksal
- 1942 : Dr. Crippen an Bord
- 1942 : Die goldene Stadt
- 1942 : Ewiger Rembrandt
- 1943 : Gefährlicher Frühling (también guionista)
- 1943 : Kollege kommt gleich
- 1943 : Das Bad auf der Tenne
- 1943 : Romanze in Moll
- 1943 : Münchhausen
- 1943 : Leichtes Blut
- 1944 : Ein schöner Tag
- 1944 : Die Hochstaplerin
- 1944 : Hundstage
- 1945 : Die Schenke zur ewigen Liebe
- 1945 : Frühlingsmelodie (únicamente guionista)
- 1945 : Ein toller Tag (únicamente guionista)
- 1952 : Hab' Sonne im Herzen (únicamente guionista)
- 1953 : Heimlich, still und leise (únicamente guionista)